# Wijde Wijmerts
De Wijde Wijmerts (Fries en officieel: Wide Wimerts) is een kanaal in de gemeente Súdwest-Fryslân, tussen Nijezijl/ IJlst en het Heegermeer bij Heeg.

## Beschrijving
De vaart begint bij het Heegermeer in de Jeltesloot als voortzetting van de Nauwe Wijmerts en vormt het eerste deel van de toeristische verbinding tussen het Heegermeer en het Sneekermeer, die verdergaat via het Wijddraai, de Geeuw, De Kolk, de Stadsgracht, het Zomerrak en de Houkesloot.
In de zomer is het een erg drukke scheepvaartroute, met name voor pleziervaartuigen. Pleziervaart tussen de bekende watersportplaats Heeg en de steden IJlst en Sneek volgt deze route. Er is weinig beroepsvaart aangezien deze de  doorgaande route door het Johan Willem Friso- en Prinses Margrietkanaal volgt, welke buiten de steden om gaat. 
Vanaf Nijezijl in het Wijddraai loopt een vaart verder naar het noorden als de Wijmerts, welke ook wel Bolswarderzeilvaart genoemd wordt. 

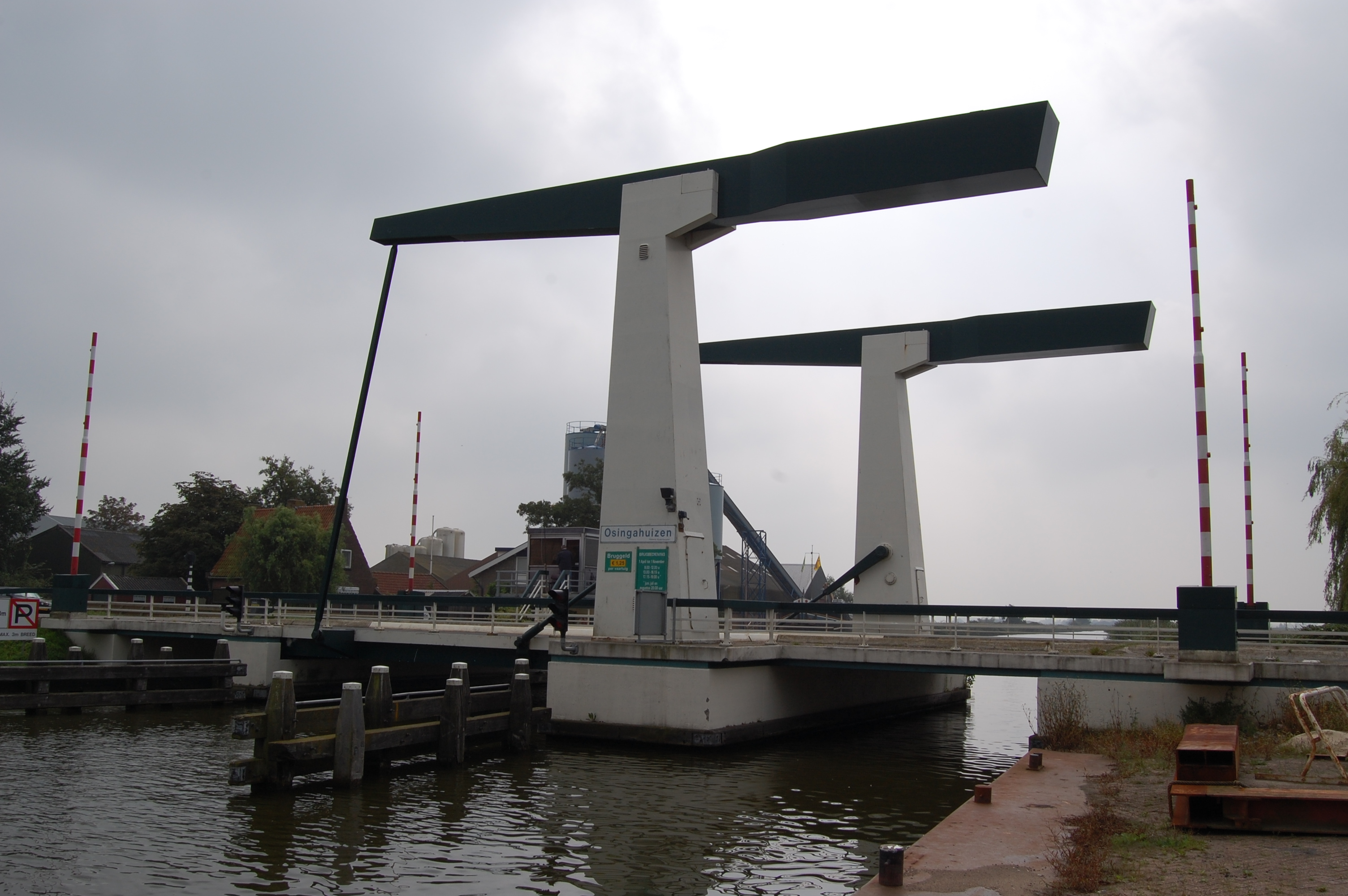
De Osingahuizebrug over de Wijde Wijmers

Zwette · Stadsgracht (Sneek) · Geeuw · Wijddraai · Wijde Wijmerts · Nauwe Wijmerts · Noorder Ee · Ee (Woudsend) · Slotermeer · Slotergat · Slotermeer · Luts · Van Swinderenvaart · Spookhoekstervaart · Rijstervaart · Oud-Karre · Johan Frisokanaal · Morra · Johan Frisokanaal · Noorderdijkvaart · Het Wijd · De Gronzen · Indijk · Zijlroede (Hindeloopen) · Oude Oostervaart · Dijkvaart · Horsa · Burevaart · Diepe Dolte · Workumertrekvaart · Het Kruiswater · Stadsgracht (Bolsward) · Witmarsumervaart · Harlingervaart · Bolswardervaart · Zuidoostersingel · Noordoostersingel · Noordergracht (Harlingen) · Van Harinxmakanaal · Sexbierumervaart · Noordergracht (Franeker) · Dongjumervaart · Ried · Berlikumerwijd · Moddergat · Wierzijlsterrak · Blikvaart · Zuidhoekstervaart · Ouwe Rij · Leistervaart · Finkumervaart · Dokkumer Ee · Het Kleindiep · Dokkumer Ee · Oudkerkstervaart · Murk · Ouddeel · Bonkevaart (finish)